# Остров (Волотовский район)
Остров — деревня в Волотовском районе Новгородской области. Входит в состав Славитинского сельского поселения.

## География
Деревня расположена в центральной части района, в 12 километрах к юго-востоку от посёлка Волот. На северо-востоке переходит в деревню Кознобицы.

## Население
| 2010 |
| ---- |
| 12   |

По данным переписи 2002 года, население деревни составляло 16 человек.
Согласно результатам переписи 2002 года, в национальной структуре населения русские составляли 100 % от жителей.

## Достопримечательности
В XVIII веке в деревне была построена часовня в честь пророка Ильи. В 2019 году на месте родника с чистой водой у часовни построили купель. В крещение здесь проходят купания.